# Дін Делео
Дін Делео (англ. Dean DeLeo, нар. 23 серпня 1961) — американський музикант, гітарист рок-гурту Stone Temple Pilots.

## Життєпис
Дін Делео родом з Нью-Джерсі. Разом з молодшим братом Робертом Делео він є співзасновником рок-гурту Stone Temple Pilots. В кінці вісімдесятих років вони грали разом із барабанщиком Еріком Кретцем та вокалістом Скоттом Вейландом, після чого записали перший альбом з продюсером Бренданом О'Браєном. Після першої ж платівки Core, що вийшла в 1992 році, до гурту прийшла популярність завдяки розквіту гранджу та альтернативного року. Важливою частиною успіху стала гітарна майстерність Діна Делео, чиї рифи увібрали в себе переваги класичного року 1970-х років, глем-металу, хеві-металу та пауер-поп-музики. Його виділяли серед інших гітаристів завдяки поєднанню винахідливих акордів та мелодичних сольних партій. До того ж Дін Делео став співавтором багатьох хітів гурту. За більш ніж 30 років Stone Temple Pilots продали понад 40 мільйонів альбомів і змінили трьох вокалістів, останнім з яких з 2018 року є Джеф Гутт.
Окрім Stone Temple Pilots, Дін Делео брав участь в декількох сайд-проєктах та супергуртах. В середині 1990-х років, під час перебування Вейланда у реабілітаційному центрі, Делео разом з іншими музикантами STP та вокалістом Ten Inch Men Дейвом Коутсом утворили гурт Talk Show. Єдина платівка колективу вийшла в 1997 році. Також в середині 2000-х, знову під час неактивності STP через проблеми Вейланда, Дін Делео грав у супергурті Army of Anyone разом з братом Робертом, Річардом Патріком (Filter) та Реєм Луз'є (Korn). У 2006 році вийшов однойменний альбом гурту, але після цього музиканти повернулись до своїх основних колективів. Нарешті, у 2021 році Дін Делео разом з Томом Буковацем випустив спільний альбом Trip the Witch.
Основним інструментом Діна Делео є Gibson Les Paul Standard 1978 року. Він також використовує декілька гітар Les Paul Special, Fender Telecaster, а також цільнокорпусну PRS та акустичну Gibson J-45. Серед гітарних ефектів найбільш вживаними є wah-wah Dunlop Crybaby, хорус Boss CE-1 та преамп S.I.B. Varidrive Tube Preamp. Щодо підсилювачів, в арсеналі Делео знаходяться 50- або 100-ватний VHT Classic з двома кабінетами Marshall 4x12, а також Vox AC30. За словами гітариста, він використовує «більш-менш той самий набір з 1990 року».